# Pelexia paludosa
Pelexia paludosa är en orkidéart som beskrevs av Maevia Noemi Correa. Pelexia paludosa ingår i släktet Pelexia och familjen orkidéer. Inga underarter finns listade i Catalogue of Life.